# 拉斯阿韋斯群島
12°00′N 67°40′W / 12.000°N 67.667°W
拉斯阿韋斯群島（西班牙語：Archipiélago Las Aves）是委內瑞拉的群島，位於加勒比海，屬於背風安的列斯群島的一部分，由6座島嶼組成，行政方面由聯邦屬地負責管轄，總面積3.35平方公里，島上無人居住。